# Confessio Augustana

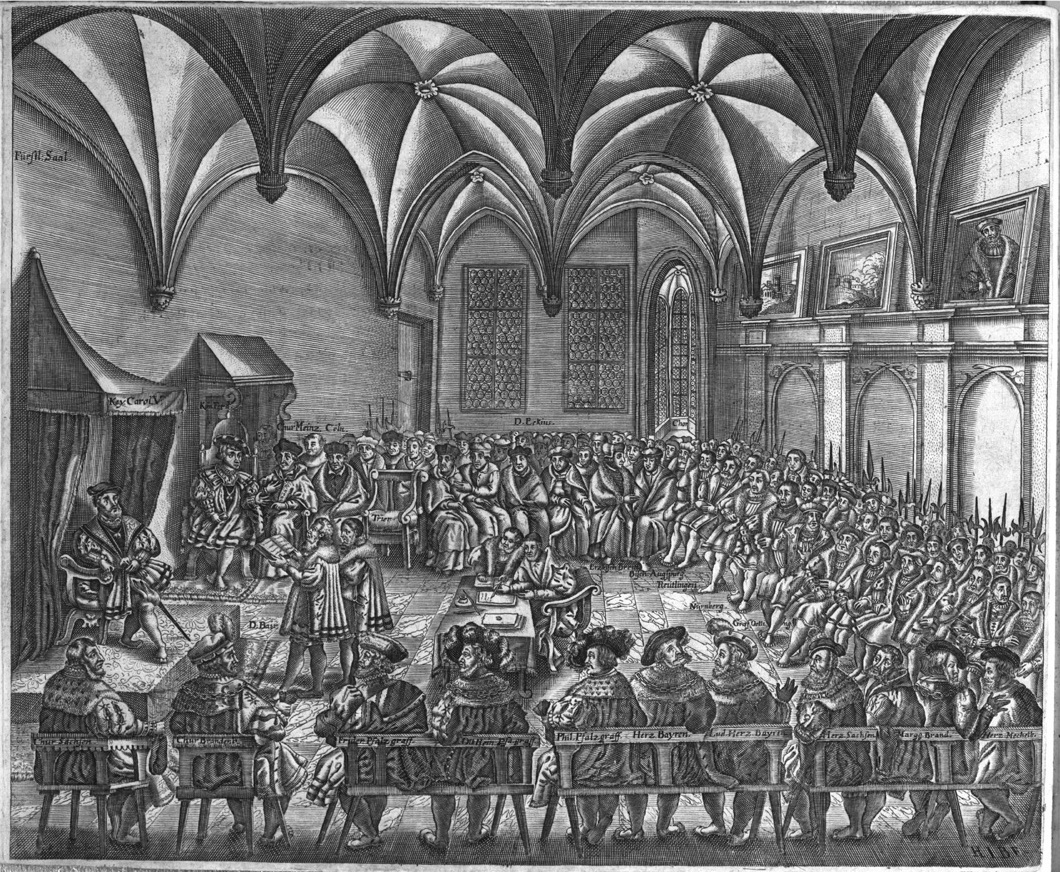
Christian Beyer leest de Augsburgse Belijdenis voor aan Karel V

De Confessio Augustana of Augsburgse Belijdenis werd opgesteld door Philippus Melanchthon en aangeboden aan de keizer op de Rijksdag van Augsburg. Het is de geloofsbelijdenis van de reformatorische beweging. De tekst is geschreven in het Duits en in het Latijn en werd op 25 juni 1530 voorgelezen aan keizer Karel V. Doordat Melanchthon de tekst als zijn tekst beschouwde, durfde hij de tekst later aan te passen. In 1540 publiceerde Melanchthon een herziene versie in het Latijn. Deze herziene versie wordt de Confessio variata genoemd, om het verschil duidelijk te maken met de Confessio invariata.
Het eerste deel bestaat uit 21 artikelen en bevat de hoofdstellingen van de christelijke leer, vanuit lutheraans perspectief. In dit deel wordt betoogd dat men niet met nieuwe opvattingen komt, maar dat de reformatorische opvattingen overeenstemmen met de Bijbel en de Oude Kerk.
Het tweede deel bestond uit een opsomming van wat de lutheranen beschouwden als de belangrijkste misbruiken binnen de Rooms-Katholieke Kerk, waaronder: het celibaat, de mis, de kloostergeloften en het misbruik van de kerkelijke macht.
De Confessio was gematigd van toon, daar Melanchthon en Maarten Luther hoopten op een verzoening met de Rooms-Katholieke Kerk. Johannes Calvijn kon instemmen met de Confessio variata. De belijdenis heeft dus ook een oecumenisch aspect.
Nadat Melanchthon de Confessio Augustana had geschreven, schreef hij nog een apologie of verantwoording. De apologie is veel scherper van toon dan de belijdenis.
In 1580 werd zij opgenomen in het Concordiënboek van de Lutherse kerken, waarmee zij officieel gezag kreeg. In oude geschriften wordt het Lutheranisme vaak aangeduid als "Augsburgse confessie".